# 烏蛟騰抗日英烈紀念碑
抗日英烈紀念碑位處香港新界北部烏蛟騰，新娘潭路近烏蛟騰路，於2010年9月24日舉行重建落成開幕儀式。

## 歷史
1941年香港淪陷進入三年零八個月的日佔時期，當時廣東人民抗日游擊隊東江縱隊曾派出精英成立東江縱隊港九大隊，烏蛟騰就是此隊的重要基地。
1942年農曆8月16日，日軍包圍烏蛟騰村，強逼村民繳械，並且供出游擊隊隊員的身分，村長李世藩 (香港)與多名村民堅拒妥協，終被日軍折磨至死。至香港重光後，村民在烏蛟騰一處山坡豎立紀念碑，緬懷犧牲烈士。後來村民認為該地方太偏僻，遂建議遷至現址。
2015年8月，中國國務院公布《關於公布第二批國家級抗戰紀念設施、遺址名錄的通知》，當中包括大埔烏蛟騰村烏蛟騰抗日英烈紀念碑。

## 事件
2019年9月17日，该纪念碑遭人塗污破坏，在紀念碑的底部喷涂有「反送中列（应为“烈”） 士」的字句，而另一塊石碑则被人噴上“反送中”的字样，出入口的門柱亦被人塗污